# Muriel Barbery
Muriel Barbery (Casablanca, Marroc, 1969) és una escriptora francesa i professora de filosofia. Va estudiar a l'Escola Normal Superior i després fou professora a la UIMP de Saint-Lô. Actualment resideix al Japó.
L'any 2000 va aparèixer la seva primera novel·la Una llaminadura (Une gourmandise) que és una crítica a la recerca d'un gust desconegut. Fou traduïda a 12 llengües.
El 2006 publicava L'elegància de l'eriçó (en francès L'Élégance du hérisson) que fou la sorpresa editorial de l'any, amb més de 600.000 exemplars venuts i que ocupà durant 30 setmanes el número 1 de vendes.Aquesta novel·la ha rebut diversos guardons i ha estat traduïda a més de 50 llengües. En català ha estat traduïda per Edicions 62. Ha estat adaptada al cinema per Mona Achache (Le Hérisson, 2009).
També ha estat traduïda al castellà la seva obra Rapsodia Gourmet per l'Editorial Seix Barral (2011) i La vida de los elfos (Seix Barrall, 2015). Al català trobem La vida dels Elfs (Edicions 62, 2015).

## Obra
- 2000 : Une gourmandise, éditions Gallimard, coll. « Blanche », 2000, 145 p. ISBN 2-07-075869-9 ; rééd. 2002, coll. « Folio » (n° 3633), 165 p. ISBN 2-07-042165-1
- 2006 : L'Élégance du hérisson, éditions Gallimard, coll. « Blanche », 2006, 359 p. ISBN 2-07-078093-7 ; rééd. 2007, coll. « Folio » (n° 4939), 413 p. ISBN 978-2-07-039165-3
- 2015 : La Vie des elfes, éditions Gallimard, coll. « Blanche », 2015, 304 p. ISBN 2-07-014832-7
- 2019: Un étrange pays, éditions Gallimard, coll. « Blanche »,2019, 400 p. ISBN 9782072831508